# Precambriano
Il Precambriano, in passato noto anche come Archeozoico, è un supereone (cioè un tempo geologico costituito da più eoni) ed indica e comprende l'insieme dei tre eoni (Adeano, Archeano e Proterozoico) che precedono l'eone Fanerozoico ed è un'unità informale del tempo geologico. L'inizio del supereone Precambriano viene datato all'epoca della formazione del nostro pianeta, all'incirca 4,6 miliardi di anni fa con l'inizio dell'eone Adeano, e si concluse 541 milioni di anni fa, con la fine del periodo Ediacarano, che terminò l'era del Neoproterozoico per passare al periodo Cambriano.
Il suo nome si riferisce proprio al fatto che precede il più conosciuto periodo Cambriano, quando cominciarono ad apparire le prime forme di animali a guscio duro che permisero la formazione di fossili, oltre che essere un punto di riferimento importante in termini geologici, in quanto nel Cambriano comparvero la maggioranza dei moderni phyla del regno Animale (evento conosciuto col nome di Esplosione cambriana).
Il supereone Precambriano indica, quindi, il lasso di tempo geologico prima del periodo Cambriano e copre il più vasto intervallo di tempo geologico, rappresentando da solo circa l'88% della storia della nostra Terra. Nonostante la sua durata, si conosce veramente poco di questo intervallo di tempo geologico, e molto di ciò che si conosce è stato scoperto solo a partire dalla seconda metà del XX secolo.

## Fase iniziale
Si pensa che la Terra, nel momento in cui si stava aggregando nell'orbita attorno al sole, circa 4,6 miliardi di anni fa, sia stata colpita da un enorme planetoide, pressappoco delle dimensioni di Marte. Il materiale che si distaccò causò la formazione della Luna. Probabilmente attorno a 4,6 miliardi di anni fa, la crosta terrestre iniziò a stabilizzarsi, come indicano i cristalli di zircone ritrovati nell'Australia occidentale e datati proprio a questo periodo.

## Biologia
Non si sa esattamente quando la vita ebbe origine per la prima volta, ma del carbonio individuato in alcune rocce delle isole della Groenlandia risalente a 3,8 miliardi di anni fa potrebbe essere di origine organica. I più vecchi batteri ben conservati, trovati in Australia occidentale, risalgono a 3,46 miliardi di anni fa, ma è probabile che fossili più vecchi di 100 milioni di anni possano essere ritrovati nella stessa zona.
Le conoscenze sul Precambriano sono piuttosto esigue anche se esso rappresenta quasi il 90% della storia della Terra. I ritrovamenti fossili sono molto limitati e quelli presenti, gli stromatoliti, sono di scarsa utilità per una ricostruzione biostratigrafica. Le rocce sono di tipo metamorfico e quindi danno limitate informazioni sulla loro origine, oppure sono state fortemente erose o ricoperte dagli strati del Fanerozoico.
Per gran parte dell'era Precambriana è documentata l'esistenza di sole cellule a vita libera e colonie cellulari non complesse. Fino a 2 miliardi di anni fa la vita fu di sole cellule procariotiche (archeobatteriche ed eubattriche); poi compaiono i primi eucarioti (grossi archeobatteri ospiti di piccoli eubatteri proteobatterici endosimbiontici). Da questa simbiosi si assiste ad un'impennata senza pari alla diversificazione degli eucarioti (con relativi endosimbionti). Di fatto, più linee eucariotiche "sperimentano" indipendentemente la vita in colonie cellulari complesse, ciò che definiamo pluricellularità (come "piante", animali e "alghe brune"). Ad esclusione di alcune forme dubbie di vita multicellulare, individuate in Texas e in India, le prime forme di vita complesse sembrano apparire circa 600 milioni di anni fa. Forme ancora più complesse sono state individuate circa 544 milioni di anni fa, in un sottoperiodo geologico definito come Ediacarano (o Vendiano).
Le prime forme dotate di conchiglia appaiono alla fine di questa era geologica e, approssimativamente 544 milioni di anni fa, ci fu una vera e propria "esplosione" biologica. Nell'ultima parte del Precambriano, si passa da un tipo di fauna scarsamente nota, definita come "piccola fauna dura", a forme di vita molto più diversificate e riconoscibili come moderna "fauna locale" all'inizio del Cambriano quando si ebbe un enorme e rapido incremento del numero di specie viventi, noto come esplosione cambriana, circa 530 milioni di anni fa.

## Morfologia
I dettagli dei movimenti delle placche tettoniche dell'era Precambriana sono conosciuti in modo approssimativo. Si suppone che, 1 miliardo di anni fa, la maggior parte delle masse continentali fosse aggregata in un unico supercontinente chiamato Rodinia che iniziò a dividersi circa 600 milioni di anni fa.
Sul nostro pianeta sono stati individuati diversi periodi glaciali a partire da circa 2,2 miliardi di anni fa. La glaciazione più conosciuta di questo periodo che risale a circa 600 milioni di anni fa, potrebbe aver causato un raffreddamento totale del pianeta creando quella che viene definita Terra a palla di neve.

## Atmosfera
Non si conosce molto di come fosse costituita l'atmosfera terrestre, ma si pensa che dovesse contenere pochissimo ossigeno. Sembra che molto materiale costituito da ossidi insolubili rimase presente negli oceani per qualche miliardo di anni dopo la formazione della Terra. Secondo un'ipotesi accreditata, inoltre, l'aumento dell'estensione complessiva delle coste a seguito della frammentazione del continente di Rodinia ha portato a una massiccia infiltrazione di aria umida dagli oceani alla terraferma e ad un conseguente aumento delle precipitazioni.
Si pensa inoltre che la vita si sia evoluta sviluppando l'abilità di creare composti organici dall'acqua e dal biossido di carbonio, processo che produce ossigeno. Questo ossigeno entrava immediatamente in reazione con vari altri materiali - in primo luogo il ferro - finché non ne esaurì le scorte. Successivamente si poté sviluppare la moderna atmosfera ricca di ossigeno, soprattutto grazie all'apporto del processo di fotosintesi causato dalla presenza di cianobatteri a partire da 3,8 Miliardi di anni (eone Archeano). Le rocce più antiche contengono massicce formazioni di ferro ("banded iron Formations") che sembra si siano originate in seguito alla combinazione di ferro e ossigeno.

## Suddivisioni
Una differente terminologia si è sviluppata riguardo ai primi anni dell'esistenza della Terra, ma tende ad essere abbandonata man mano che le tecniche di datazione radiometrica permettono di trovare plausibili date da assegnare a specifiche formazioni e caratteristiche. I termini di Archeano (da 3,8 a 2,5 miliardi di anni fa), Proterozoico (tra 2,5 miliardi e 600 milioni di anni fa) e Neoproterozoico (tra 600 e 545 milioni di anni fa) sono tuttavia ancora utilizzati. Inoltre lo stesso Precambriano viene a volte chiamato Criptozoico.

### Adeano
Dalle origini a 3,8 miliardi di anni fa. Questo termine era stato probabilmente inteso in origine come riguardante il periodo precedente al consolidamento di qualsiasi roccia tuttora conservata. Pochissimi strati rocciosi antichi sembrano tuttavia essere leggermente antecedenti ai 3,8 miliardi di anni fa.

### Archeano
All'incirca tra 3,8 e 2,5 miliardi di anni fa.

### Proterozoico
Come originariamente utilizzato, indica qualsiasi epoca precedente l'inizio del Cambriano, confine cronologico collocato in epoche differenti dai diversi autori. Attualmente questo confine sembra essere fermamente fissato intorno ai 544 milioni di anni fa. L'uso moderno del termine sarebbe quello descritto nel precedente paragrafo, tra 2,5 miliardi e 544 milioni di anni fa. L'eone Proterozoico è a sua volta suddiviso in 3 ere geologiche:
 1) Paleoproterozoico 
All'incirca tra 2,5 e 1,6 miliardi di anni fa. Corrisponde alle rocce C della geologia dell'America settentrionale.
 2) Mesoproterozoico 
All'incirca tra 1,6 miliardi e 900 milioni di anni fa. Corrisponde alle rocce Y della geologia dell'America settentrionale.
 3) Neoproterozoico 
È il periodo comprendente i circa 900 milioni di anni prima dell'inizio del Cambriano. L'utilizzo moderno del termine tende a restringere il periodo tra i 600 e i 544 milioni di anni fa. Corrisponde nella geologia dell'America settentrionale alle rocce precambriane Z. Nel marzo del 2004 l'International Union of Geological Sciences ha definito un nuovo periodo all'interno di questi confini temporali, l'Ediacarano ("Ediacaran"), tra la deposizione di un particolare confine stratigrafico circa 620 milioni di anni fa, e l'inizio del periodo Cambriano, 544 milioni di anni fa.